# Грін (округ, Північна Кароліна)
Шаблон:StateAbbr_ 35°29′ пн. ш. 77°41′ зх. д. / 35.49° пн. ш. 77.68° зх. д.
Округ  Грін (англ. Greene County) — округ (графство) у штаті  Північна Кароліна, США. Ідентифікатор округу 37079.

## Історія
Округ утворений 1791 року.

## Демографія
За даними перепису 
2000 року 
загальне населення округу становило 18974 осіб, усе сільське.
Серед мешканців округу чоловіків було 9748, а жінок — 9226. В окрузі було 6696 домогосподарств, 4958 родин, які мешкали в 7368 будинках.
Середній розмір родини становив 3,09.
Віковий розподіл населення поданий у таблиці:
| Стать    | До 15 років | 15-21 | 22-29 | 30-39 | 40-49 | 50-65 | 65-85 | Понад 85 |
| -------- | ----------- | ----- | ----- | ----- | ----- | ----- | ----- | -------- |
| Чоловіки | 2107        | 911   | 1374  | 1580  | 1483  | 1420  | 824   | 49       |
| Жінки    | 1856        | 847   | 909   | 1311  | 1433  | 1449  | 1200  | 221      |

## Виноски
1. ↑  U.S. Decennial Census. United States Census Bureau. Архів оригіналу за 26 квітня 2015. Процитовано 17 січня 2015.
2. ↑  Historical Census Browser. University of Virginia Library. Архів оригіналу за 11 серпня 2012. Процитовано 17 січня 2015.
3. ↑  Forstall, Richard L., ред. (27 березня 1995). Population of Counties by Decennial Census: 1900 to 1990. United States Census Bureau. Архів оригіналу за 3 березня 2015. Процитовано 17 січня 2015.
4. ↑  Census 2000 PHC-T-4. Ranking Tables for Counties: 1990 and 2000 (PDF). United States Census Bureau. 2 квітня 2001. Архів оригіналу (PDF) за 18 грудня 2014. Процитовано 17 січня 2015.
5. ↑  State & County QuickFacts. United States Census Bureau. Архів оригіналу за 6 червня 2011. Процитовано 19 жовтня 2013.(англ.) Наведено за англійською вікіпедією.
6. ↑  American FactFinder. Бюро перепису населення США. Архів оригіналу за 26 лютого 2012. Процитовано 31 січня 2008.

| США | Це незавершена стаття з географії США. Ви можете допомогти проєкту, виправивши або дописавши її. |